# 圣波罗斯贝圣殿
圣波罗斯贝圣殿（Basilica di San Prospero）是一座罗马天主教的宗座圣殿，意大利艾米利亚-罗马涅大区雷焦艾米利亚省省会雷焦艾米利亚市中心的一座古老的教堂。供奉圣波罗斯贝。 

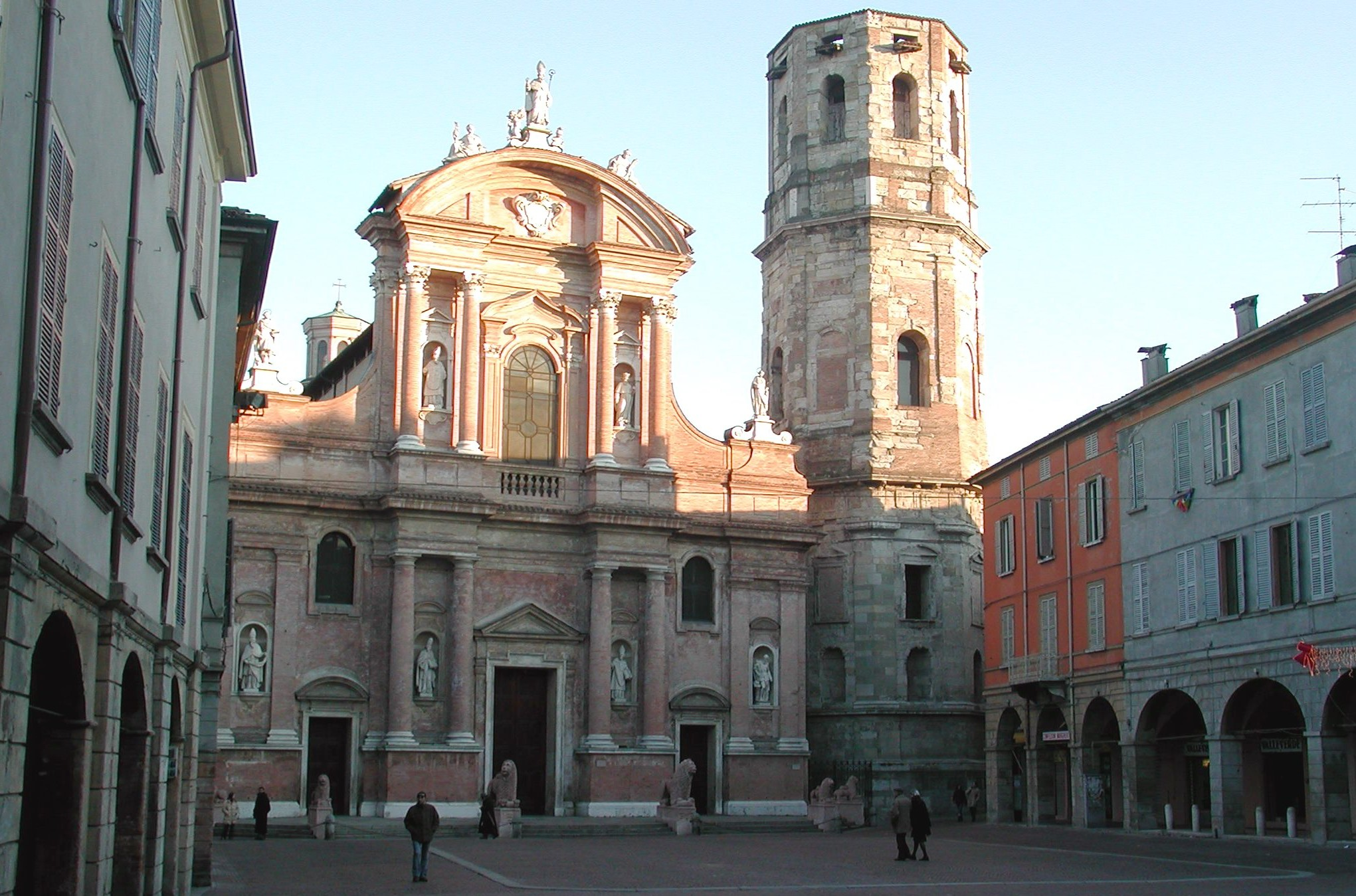
教堂和钟楼

在997年前，该地点已存在一座教堂，名为“城堡圣波罗斯贝堂”（San Prospero di Castello），位于城墙以内。教堂及毗邻的钟楼进行了重建。1514年，该堂被毁后拆除，由卢卡·科尔蒂和马特奥·弗洛伦蒂诺设计的新堂，于1527年建成。1543年重新祝圣时增加了小堂。钟楼改建是由克里斯托福罗·里奇和朱利奥·罗马诺在1536-1570年设计的。教堂的立面一直未完成，直到1748-1753年，使用乔瓦尼·巴蒂斯塔·卡塔尼的设计完成。虽然立面的雕像与卡特塔尼的设计是同一时代的，教堂前放置六只狮子（1501年），由加萨雷· 比吉用玫瑰色的大理石雕刻，原计划作为教堂前面门廊的柱基。

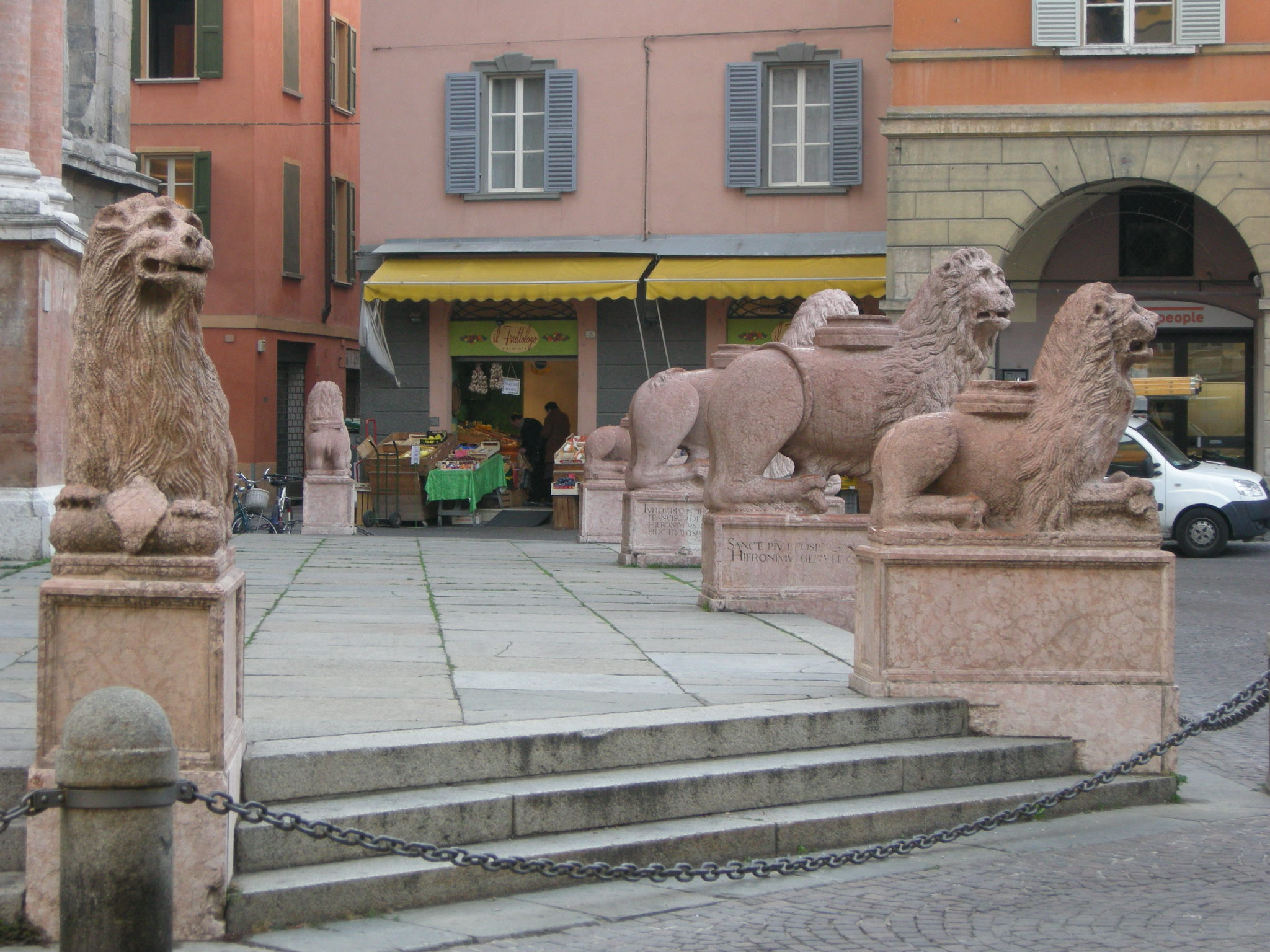
教堂前的狮子

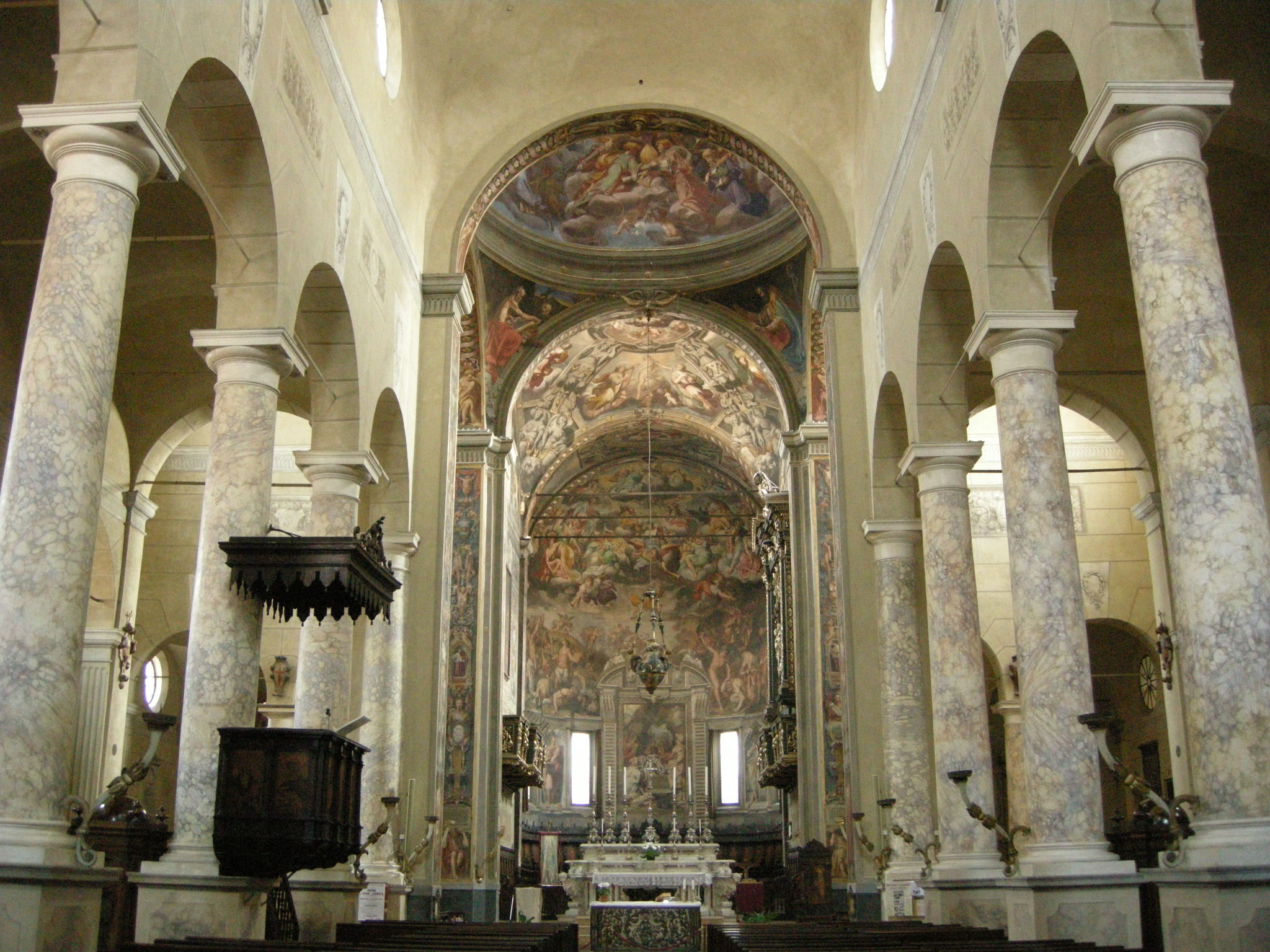
内部

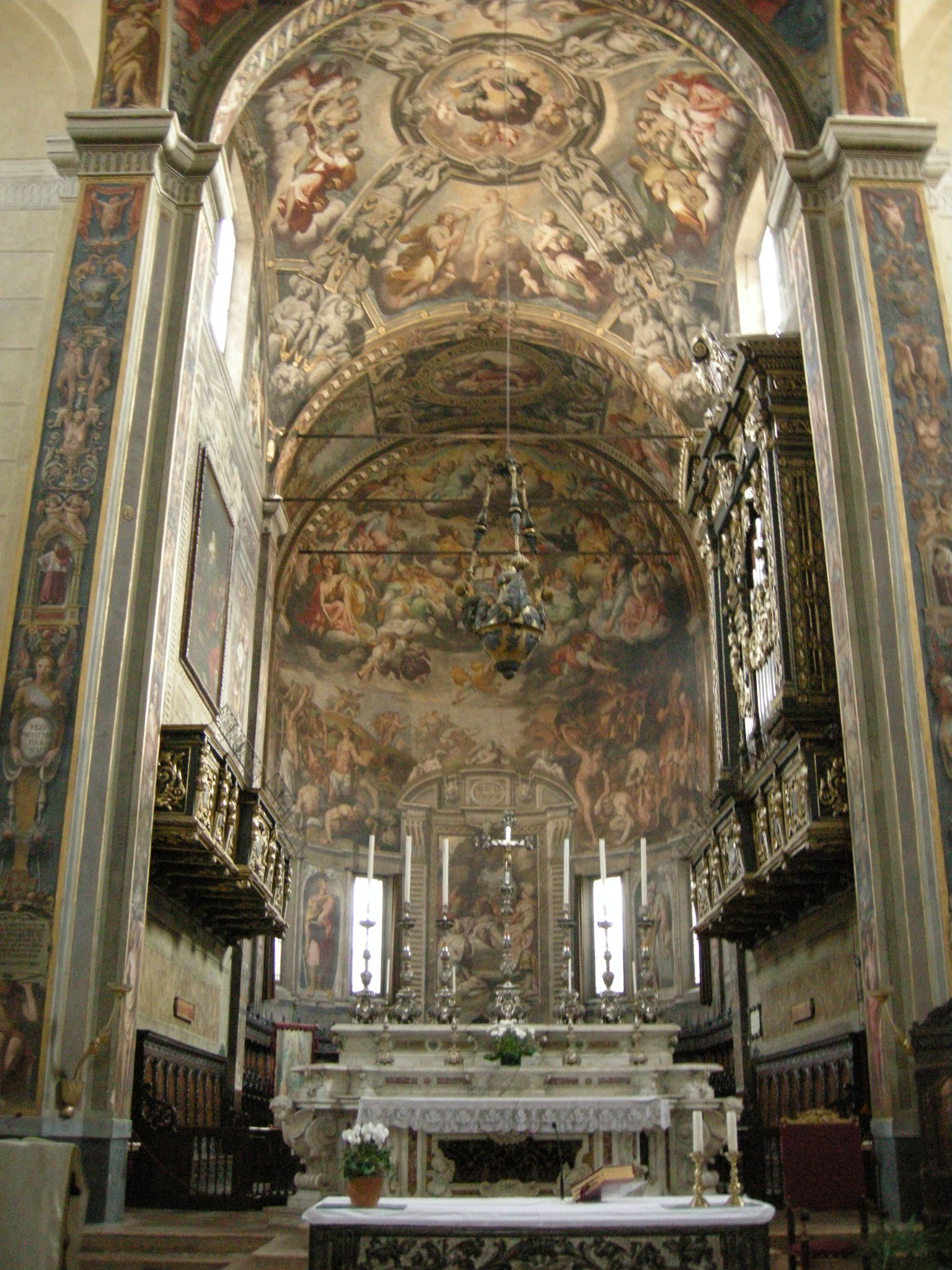
后殿的壁画

内部的艺术品出自乔瓦尼·贾罗拉、米开朗基罗·安塞尔米、丹尼斯·卡尔瓦特、卢多维科·卡拉奇和托马索·劳雷蒂之手，还有亚历山德罗·蒂亚里尼和弗朗切斯科·斯特林加的祭坛画。在教堂工作的雕塑家包括巴托洛梅奥·斯帕尼，创作了入口处的鲁菲诺·加布罗内塔墓（1527年）；以及普罗斯佩罗·斯帕尼（伊尔·克莱门特）, 在右耳堂雕刻了圣母。在祭衣间有卡米洛·普罗卡奇尼和贝尔纳迪诺·坎皮的连环壁画。后殿的壁画是普罗卡奇尼的《最后审判》。
普拉托内罗家族的小堂曾经收藏过科雷吉欧的画作《圣诞之夜》(La Notte) (1522), 现在在德累斯顿画廊。1640年，这幅画被摩德纳公爵从小堂取出，供他们私人收藏，在当地引起骚动。原址则用复制品代替。